# European Football League 1991
An der Saison 1991 der European Football League nahmen 13 Vereine teil, die im K.-o.-System drei von vier Endrundenplätze ausspielten. Die Endrunde sollte eigentlich in Barcelona, für die der Ausrichter bereits gesetzt war. Nach der Absage der Endrunde und dem Rückzug von Helsinki blieb lediglich das Finale, der Eurobowl V, übrig, in dem mit den Berlin Adlern zum ersten Mal ein deutsches Team stand. Ausgerichtet wurde der Eurobowl dann in Offenbach am Main, womit das Spiel um Europas Krone erstmals auf deutschem Boden gastierte. Die Amsterdam Crusaders gingen als Sieger des Turniers hervor, wobei sie bei der dritten Finalteilnahme ihren ersten Titel gewannen.

## Spielplan

### Qualifikation

#### 1. Runde
| Heim              | Ergebnis | Gast            | Stadion |
| ----------------- | -------- | --------------- | ------- |
| Craigavon Cowboys | 6:16     | Brüssel Raiders | Belfast |

#### 2. Runde (Achtelfinale)
| Datum    | Heim                | Ergebnis | Gast                       | Stadion                |
| -------- | ------------------- | -------- | -------------------------- | ---------------------- |
| 30. März | Legnano Frogs       | 33:27    | Graz Giants                | (I)                    |
| 25. Mai  | Berlin Adler        | 36:8     | St. Gallen Raiders         | Radrennbahn Schöneberg |
|          | Helsinki Roosters   | 44:14    | Moskau Swans               | (FIN)                  |
| Mai      | Ipswich Cardinals   | 0:51     | Aix-en-Provence Argonautes | Ipswich                |
|          | Amsterdam Crusaders | 57:0     | Brüssel Raiders            | (NL)                   |
|          | Westside Vikings    | 0:72     | Danderyd Mean Machine      |                        |

#### Viertelfinale
| Datum   | Heim                       | Ergebnis | Gast                | Stadion                |
| ------- | -------------------------- | -------- | ------------------- | ---------------------- |
| 2. Juni | Berlin Adler               | 41:37    | Legnano Frogs       | Radrennbahn Schöneberg |
|         | Aix-en-Provence Argonautes | 14:18 1  | Amsterdam Crusaders |                        |
|         | Danderyd Mean Machine      | 17:42    | Helsinki Roosters   |                        |

### Endrunde
Das Halbfinale, das als Turnier in Barcelona stattfinden sollte, wurde abgesagt. Die Barcelona Howlers schieden damit aus. Die Helsinki Roosters zogen sich aus dem Wettbewerb zurück. Berlin und Amsterdam zogen damit kampflos in den Eurobowl ein, der nach Offenbach am Main verlegt wurde.

### Eurobowl
| Datum    | Heim         | Ergebnis | Gast                | Stadion       |
| -------- | ------------ | -------- | ------------------- | ------------- |
| 13. Juli | Berlin Adler | 20:21    | Amsterdam Crusaders | Offenbach (D) |